# Тошемка
То́шемка (Толья) — река в Свердловской области России, левый приток Ивделя, протекает по территории Ивдельского городского округа. Устье находится на высоте 148,5 м над уровнем моря. Длина реки составляет 63 км, площадь водосборного бассейна — 544 км².
Система водного объекта: Ивдель → Лозьва → Тавда → Тобол → Иртыш → Обь → Карское море.

## Данные водного реестра
По данным государственного водного реестра России относится к Иртышскому бассейновому округу, водохозяйственный участок реки — Тавда от истока и до устья, без реки Сосьва от истока до водомерного поста у деревни Морозково, речной подбассейн реки — Тобол. Речной бассейн реки — Иртыш.
Код объекта в государственном водном реестре — 14010502512111200009113.